# Conselho Ártico
O Conselho Ártico é uma organização intergovernamental que trata de temas enfrentados pelos governos dos Estados e populações indígenas do Ártico. É composto por oito estados-membros: Canadá, Dinamarca, Estados Unidos, Finlândia, Islândia, Noruega, Rússia e Suécia, e tem a sua sede na cidade norueguesa de Tromsø. Os primeiros passos para a criação do conselho ocorreram em 1991, quando os oito Estados árticos firmaram a Estratégia de Proteção Ambiental do Ártico. A Declaração de Ottawa, de 1996, estabeleceu o Conselho Ártico como um foro para promover a cooperação, coordenação e interação entre os Estados árticos, com a participação das comunidades indígenas do Ártico e outros habitantes da região, em temas como desenvolvimento sustentável e proteção ambiental. O Conselho realizou estudos sobre mudança do clima, petróleo e gás e navegação no Ártico.
Em 2011, os Estados-membros celebraram o Acordo de Busca e Salvamento do Ártico, o primeiro tratado vinculante sob os auspícios do Conselho.